# Caroline von Knorring
Caroline von Knorring, nata Caroline Gustafva Eleonora von Knorring (Göteborg, 6 ottobre 1841 – Stoccolma, 4 agosto 1925) è stata una fotografa svedese, fu una delle prime donne fotografe del suo paese.

## Biografia
Figlia del maggiore e barone Gustaf Isak von Knorring, una delle famiglie nobili svedesi fin dal 1756. Anche se il nonno aveva accumulato una certa fortuna, le difficoltà finanziarie familiari costrinsero Caroline a trovarsi un impiego. La legge svedese fin dal 1846 aveva abolito il sistema delle corporazioni e nel 1864, con il nuovo decreto sul commercio, anche le donne potevano aprire delle libere professioni, così von Knorring si trasferì a Stoccolma e proprio nello stesso anno, aprì il proprio atelier fotografico. In Svezia la fotografia era considerata un mestiere degno di rispetto anche per le donne. In ogni caso, negli anni Sessanta dell'Ottocento dei circa cento fotografi professionisti, quindici erano donne, tra le quali vanno annoverate Bertha Valerius, Rosalie Sjöman, Emma Schenson, Hilda Sjölin, Wilhelmina Lagerholm e Lotten von Düben che, per prima, accompagnando il marito in Lapponia, documentò la cultura del popolo Sami.
Nel 1865 von Knorring aveva due assistenti nel suo studio e altre due donne nella propria casa, a dimostrazione che i suoi affari stavano andando bene. Oltre ai ritratti che, come è noto, nella seconda merà del XIX secolo e il primo ventennio di quello successivo, rappresentavano un'ottima fonte di guadagno per ogni fotografo, Caroline si dedicò anche alle foto stereoscopiche. Documentò i lavorì in corso a Stoccolma con i quali creò due album: Stockholm och dess omgifvningar e Vyer af Kungliga Djurgården con vedute della città importanti per capirne la trasformazione nel tempo.

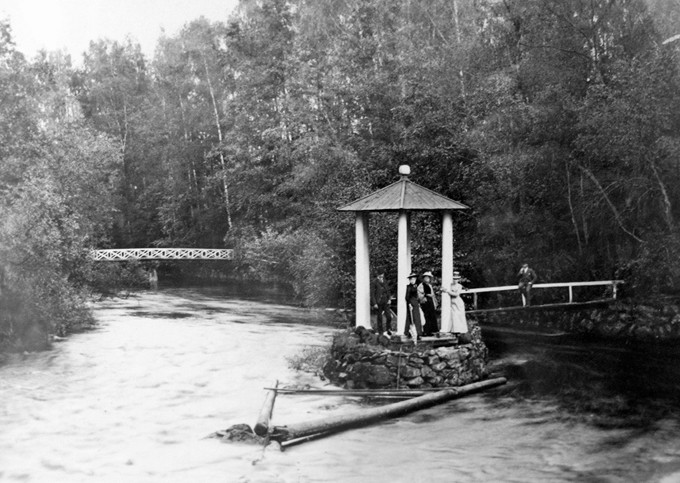
Il piccolo tempietto della villa di Ludvika, 1900 circa

Caroline von Knorring mise in mostra alcune sue fotografie all'Esposizione industriale di Stoccolma del 1866. Ella fu attiva come fotografa professionista dal 1864 al 1872 quando sposò Ehrenfried Roth (1842-1905), proprietario di una miniera di ferro e di una fonderia, nonché parlamentare dello Stato. Infatti, dopo il matrimonio chiuse l'atelier e si dedicò alla fotografia solo per il proprio piacere, non avendo più bisogno di guadagnare. Col marito andò a vivere a Sunnansjö e dal 1872 al 1900 si dedicò a fotografare i paesaggi di Dalarna, i dintorni della contea e le fonderie di Västerbergslagen. Dopo la morte del marito, si trasferì nell'altra proprietà familiare, Ludvika, ritornando a Sunnansjö d'estate, fino a decidere di tornare a vivere a Stoccolma dove morì.

La proprietà di Ludvika, rilevata dalla figlia Astrid Tarras-Wahlberg nel 1912, venne inglobata nel 1938 nell'Ekomuseum Bergslagen, comprendente anche vari altri territori limitrofi. Col passare degli anni e delle stagioni, il fiume che bagnava il piccolo tempio del parco all'inglese si è prosciugato, così come anche il ponte è scomparso, ma il tempio è stato restaurato.
Le sue fotografie, che col tempo sono state dimenticate ed ignorate, si trovano in gran parte conservate presso lo Stadsmuseum di Stoccolma, dove è anche conservato un ritratto dell'autrice in piedi accanto alla sua macchina fotografica in legno.

## Galleria d'immagini

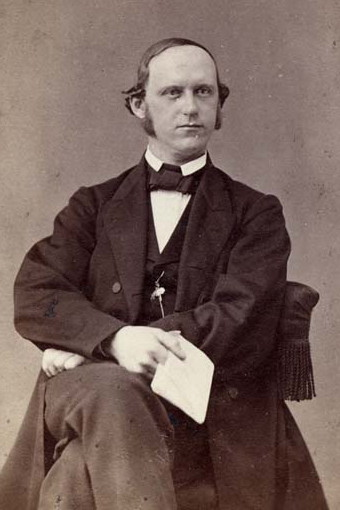
il giurista Frans Huss, 1864
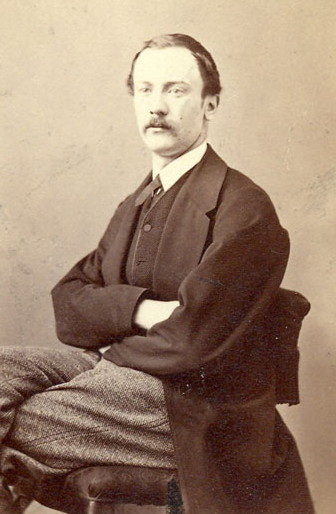
uomo sconosciuto, 1864
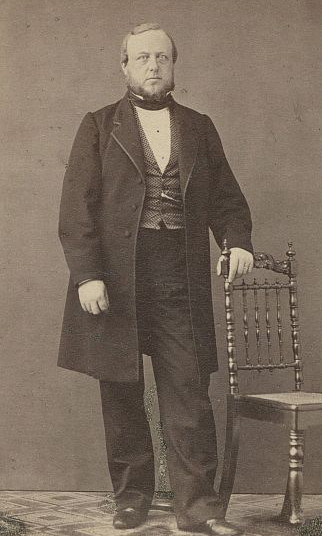
suo cognato Carl Edvard Roth, 1864
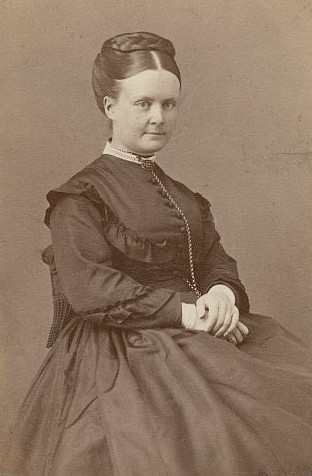
donna sconosciuta, 1964
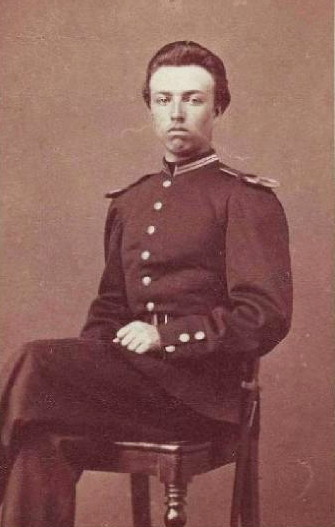
Gustav Fredrik Wistrand, 1865 circa
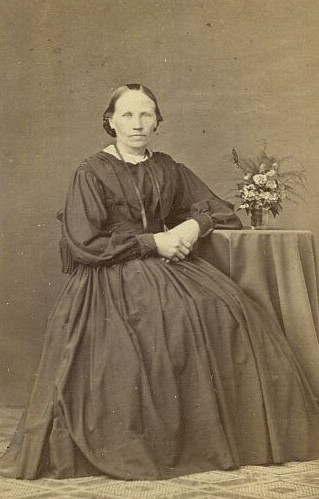
Sofia Settergren, 1865 circa
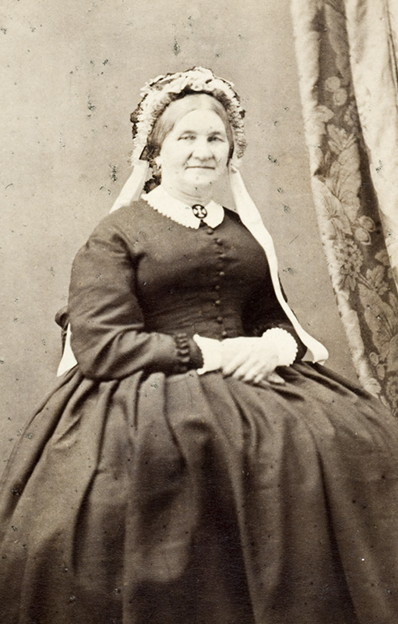
Amalia Spaak, 1864-1870
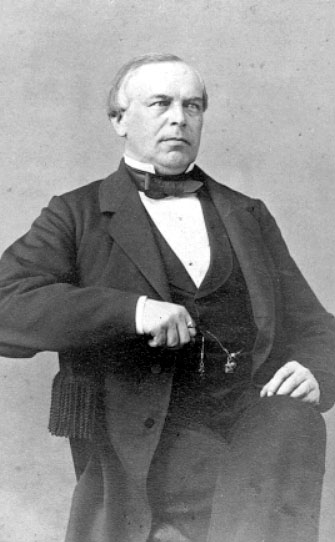
il parlamentare Anders Adolf Waldenström, 1864-1871